# Bellas artes (serie de televisión)
Bellas artes es una serie de televisión por internet hispano argentina creada por Mariano Cohn y los hermanos Gastón y Andrés Duprat para Disney+ (anteriormente Star+) y Movistar Plus+. Está producida por las productoras Gloriamundi e Historias Particulares y protagonizada por Oscar Martínez, Aixa Villagrán, Koldo Olabarri, Ana Wagener, Dani Rovira, Ángela Molina, Adelfa Calvo, Ludwika Paleta y Jorge López. Se estrenó en Star+ en Latinoamérica y en Movistar Plus+ en España el 11 de abril de 2024. En el momento del estreno se desveló que una segunda temporada ya se había rodado. La segunda temporada se estrenó el 23 de octubre del mismo año en Disney+ en Latinoamérica y en Movistar Plus+ en España.

## Trama
Antonio Dumas (Oscar Martínez), un prestigioso historiador de arte y gestor cultural, culto y sofisticado, es nombrado director de un importante museo de arte contemporáneo en Madrid, al salir victorioso en un concurso para ese cargo. Una vez asumido su nuevo cargo deberá afrontar, en medio de la fauna insólita del mundo del arte, un abanico de circunstancias y conflictos dispares: desde problemas gremiales y presiones políticas, hasta situaciones disparatadas en relación con las exposiciones y a los artistas.

## Reparto

### Reparto principal
- Oscar Martínez como Antonio Dumas
- Aixa Villagrán como Marisa Mora
- Koldo Olabarri como Leo Urriola

### Reparto secundario
- José Sacristán como Julián Martínez Sánchez
- Fernando Albizu como Jose
- Juan Díaz como Rodrigo Menéndez
- Ana Wagener como María Gutiérrez
- Dani Rovira como Josep Dumas
- Adelfa Calvo como Celeste Balbrán
- Ludwika Paleta como Anika Podorowska
- Jorge López como Selk'nam
- Ángela Molina como Mariel Bernabé
- Melina Matthews como Mariana Magnis
- Songa Park como Zoe
- Milena Smit como Ulla Groh (temporada 2)
- Eloy Azorín como Mario Casal (temporada 2)
- Imanol Arias como Luis Vitar (temporada 2)
- Cecilia Suárez como Paula Dreyer (temporada 2)
- Miguel Angel Solá

## Capítulos

### Primera temporada (2024)
| N.º en serie | N.º en temp. | Título                   | Dirigido por  | Escrito por   | Fecha de lanzamiento original |
| ------------ | ------------ | ------------------------ | ------------- | ------------- | ----------------------------- |
| 1            | 1            | «El concurso»            | Mariano Cohn  | Andrés Duprat | 11 de abril de 2024           |
| 2            | 2            | «Trascendencia»          | Martín Bustos | Andrés Duprat | 11 de abril de 2024           |
| 3            | 3            | «Conciencia ecológica»   | Martín Bustos | Andrés Duprat | 11 de abril de 2024           |
| 4            | 4            | «Lucas»                  | Martín Bustos | Andrés Duprat | 11 de abril de 2024           |
| 5            | 5            | «Artistas en residencia» | Martín Bustos | Andrés Duprat | 11 de abril de 2024           |
| 6            | 6            | «Una escultura mutante»  | Mariano Cohn  | Andrés Duprat | 11 de abril de 2024           |

### Segunda temporada (2024)
| N.º en serie | N.º en temp. | Título               | Dirigido por  | Escrito por   | Fecha de lanzamiento original |
| ------------ | ------------ | -------------------- | ------------- | ------------- | ----------------------------- |
| 7            | 1            | «Cuestión de género» | Mariano Cohn  | Andrés Duprat | 23 de octubre de 2024         |
| 8            | 2            | «Fundraiser»         | Martín Bustos | Andrés Duprat | 23 de octubre de 2024         |
| 9            | 3            | «El visitante»       | Martín Bustos | Andrés Duprat | 23 de octubre de 2024         |
| 10           | 4            | «Un pedido especial» | Martín Bustos | Andrés Duprat | 23 de octubre de 2024         |
| 11           | 5            | «La Performance»     | Martín Bustos | Andrés Duprat | 23 de octubre de 2024         |
| 12           | 6            | «La distinción»      | Mariano Cohn  | Andrés Duprat | 23 de octubre de 2024         |

## Producción
El 11 de julio de 2023, la empresa de vestuario Peris Costumes anunció que el rodaje del nuevo proyecto de los directores argentinos Mariano Cohn y Gastón Duprat, Bellas artes había concluido en España. En noviembre de 2023, se confirmó que dicho proyecto era una serie de comedia, que los dos directores habían cocreado junto a Andrés Duprat, y que había sido adquirido por Star+ para Latinoamérica y por Movistar Plus+ para España. Oscar Martínez, Ángela Molina, Ana Wagener, Dani Rovira, Ludwika Paleta y Jorge López fueron anunciados como los actores protagonistas. La primera temporada de la serie fue escrita por Andrés Duprat y dirigida por Martin Bustos y Mariano Cohn.
El 27 de febrero de 2024 se estrenó el primer tráiler de Bellas artes. El 21 de marzo de 2024, Star+ y Movistar Plus+ anunciaron que estrenarían la serie de forma simultánea el 11 de abril de 2024 en Latinoamérica y España, respectivamente.

## Recepción
Bellas artes ha recibido críticas divididas por parte de los críticos. Noé R. Rivas de Mindies apreció el modo «en que [la serie] aborda la brecha existente entre el mundo del arte y la sociedad», describiéndolo como «uno de los aspectos más inteligentes», y añadió que «logra transmitir de manera efectiva la complejidad y el desgaste que supone la dirección de una institución cultural de estas características [como un museo de arte]», además de destacar «la cuidada puesta en escena y el trabajo de dirección de arte», concluyendo que la serie «se configura como una sátira mordaz del mundo del arte contemporáneo y de las instituciones culturales, en la que Gastón Duprat, Mariano Cohn y Andrés Duprat vuelven a demostrar su habilidad para retratar las miserias y contradicciones de la sociedad actual». Alfonso Rivera de Cineuropa le dio a la serie una crítica positiva, escribiendo que Andrés Duprat «ha encadenado gags más o menos brillantes, más o menos previsibles/originales y más o menos bien resueltos, sobre la necedad humana y sus habituales (e infinitas) manifestaciones» y que «la sonrisa y el ritmo no faltan», además de elogiar los cameos de actores como José Sacristán, Ángela Molina, Fernando Albizu, Dani Rovira o Melina Matthews como «breves pero estimulantes presencias». Sin embargo, Eulàlia Iglesias del diario catalán Ara le dio a la serie una crítica negativa, diciendo que Cohn y Gastón Duprat «repiten su personal práctica de la comedia de situación en la que, en cada capítulo, el protagonista se ve inmerso en un problema del que acaba saliéndose a través de alguna artimaña o alguna estratégica picaresca» y que «quieren reflejar contradicciones actuales del mundo del arte […] Pero Cohn y Duprat son incapaces de generar ningún debate mínimamente profundo o desgarrador, y se quedan con el chiste fácil o con el discurso más superficial y reaccionario sobre estos asuntos».
En Argentina, Silvina Lamazares de Clarín le dio a la serie una crítica positiva, describiéndola como «una atrevida, sarcástica y atractiva mirada sobre el lado B del arte» y que después de verla «más de uno se preguntará, seguramente, por qué no hay más de esto en las plataformas de streaming», además de elogiar el trabajo de Óscar Martínez como «impecable» y añadir que la cámara «sabe jugar con esa desigualdad [de la pequeñez humana frente a la escala arquitectónica de la mayoría de los museos], en la que no hay deformidad, tal vez solo verdad», concluyendo con una calificación para la serie de «Muy buena». En una crítica más negativa, Diego Batlle de Otros Cines le dio a la serie dos estrellas y media de cinco, diciendo que el principal problema de la serie es que «es bastante menos divertida, punzante y eficaz que otros trabajos previos de la dupla [de Cohn y Gastón Duprat]» y que «surge como una suerte de reciclaje y acumulación de ideas, de retazos, de outtakes de trabajos previos», además de añadir que «no [tiene] demasiadas sorpresas ni hallazgos», concluyendo que la principal limitación de la serie es que «en la mayoría de sus escenas […] no alcanza la fluidez, el desparpajo, la negrura y la capacidad de provocación y fascinación que sí consiguieron en varios de sus trabajos anteriores».

## Premios y nominaciones
| Lista de premios y nominaciones | Lista de premios y nominaciones        | Lista de premios y nominaciones                                | Lista de premios y nominaciones | Lista de premios y nominaciones | Lista de premios y nominaciones |
| Año                             | Organización                           | Categoría                                                      | Nominado/a(s)                   | Resultado                       | Ref(s)                          |
| ------------------------------- | -------------------------------------- | -------------------------------------------------------------- | ------------------------------- | ------------------------------- | ------------------------------- |
| 2024                            | Premios Produ                          | Mejor miniserie de comedia                                     | Bellas artes                    | Nominado                        | [ 15 ]                          |
| 2024                            | Premios Produ                          | Mejor actor principal - Serie y miniserie de comedia dramática | Oscar Martínez                  | Nominado                        | [ 15 ]                          |
| 2024                            | Premios Produ                          | Mejor showrunner - Comedia dramática                           | Mariano Cohn y Gastón Duprat    | Nominados                       | [ 15 ]                          |
| 2024                            | Premios Produ                          | Mejor guion - Serie y miniserie de comedia dramática           | Andrés Duprat                   | Nominado                        | [ 15 ]                          |
| 2024                            | Premios Produ                          | Mejor dirección de fotografía                                  | Kiko de la Rica                 | Nominado                        | [ 15 ]                          |
| 2024                            | Premios Martín Fierro de Cine y Series | Mejor dirección                                                | Mariano Cohn y Gastón Duprat    | Ganadores                       | [ 16 ]                          |
| 2024                            | Premios Cóndor de Plata                | Mejor dirección de fotografía                                  | Kiko de la Rica                 | Nominado                        | [ 17 ]                          |
| 2024                            | Premios Cóndor de Plata                | Mejor dirección de arte                                        | Alain Bainée y Laura Martínez   | Nominados                       | [ 17 ]                          |
| 2025                            | Premios Aura                           | Mejor serie de comedia                                         | Bellas artes                    | Nominado                        | [ 18 ]                          |
| 2025                            | Premios Aura                           | Mejor actuación en serie de comedia                            | Oscar Martínez                  | Nominado                        | [ 18 ]                          |